# غابرييلا وايلد
غابرييلا وايلد (بالإنجليزية: Gabriella)‏ مواليد 08 أبريل 1989 في هامبشاير، المملكة المتحدة، هي ممثلة إنجليزية بدأت مسيرتها الفنية عام 2009.

## الأعمال
- 2010: دكتور هو
- 2011: الفرسان الثلاثة
- 2013: كاري
- 2014: الحب اللانهائي

## وصلات خارجية
- غابرييلا وايلد على موقع IMDb (الإنجليزية)
- غابرييلا وايلد على موقع ألو سيني (الفرنسية)
- غابرييلا وايلد على موقع أول موفي (الإنجليزية)
- غابرييلا وايلد على موقع قاعدة بيانات الأفلام السويدية (السويدية)
- غابرييلا وايلد على موقع قاعدة بيانات الفيلم (الإنجليزية)
- غابرييلا وايلد على موقع كينوبويسك (الروسية)